# 乌鲁木齐市2路公交
乌鲁木齐市2路公交是新疆乌鲁木齐市于2025年4月20日开通的一条观光游览环线公交。在2011年停运前原是一条南北走向的公交干线，其南起火车南站，北达通嘉世纪城，是当时乌鲁木齐流量最大的一条公交线路。旧线路现被2011年8月28日起运行的快速公交1号线替代。公交线路因刀郎音乐《2002年的第一场雪》中“停靠在八楼的2路汽车”的一句歌词而被人们熟知。2路车线路号码保留纪念于乌鲁木齐珍宝巴士公司。
2025年4月20日，2路公交车正式恢复，成为旅游观光巴士，与停运前路线并不相同。

## 运营时间
2011年停运前，2路公交的运营时间为从北京时间早7时至翌日凌晨1时。是乌鲁木齐所有巴士线路中运营时间最长的线路之一。
2025年开通的线路运行时间则从北京时间早7时至晚22时30分。

## 运营线路

### 现线路
2路现以三屯碑为总站，分内外环运行的线路
- 外环：三屯碑-新疆大学-延安路-新疆国际大巴扎-新疆民街山西巷-南门-人民广场（外环站）-北门（外环站）-劳动街-南湖小区-兽医站-友好商场-八楼-儿童公园-中心血站-博物馆-西虹路（外环站）-红山-碾子沟-冷库-经二路-七一酱园-和平桥-南公园-三屯碑
- 内环：三屯碑-南公园-和平桥-七一酱园-市中医院-红山-西虹路（内环站）-博物馆-中心血站-儿童公园-八楼-友好商场-兽医站-南湖小区-劳动街-北门（内环站）-人民广场（内环站）-南门-新疆民街山西巷-新疆国际大巴扎-延安路-新疆大学-三屯碑

### 过去线路
2路公交线路为南北走向，并经过了一次延伸。在2009年4月2日的延伸之后，线路包括了28个站点，全程18.8千米。
- 从南向北经过的站点：火车南站-长江路-冷库-碾子沟-文化宫-红山-西虹路-明园-友好路-八楼-科技馆－大西沟-大寨沟-经管学院-小西沟-科学院-铁路局-新市区-二宫-财院-农机厂-轴承厂-机械厂-林调院-兵团看守所-通嘉世纪城二期-通嘉世纪城一期-通嘉世纪城

- 从北向南经过的站点： 通嘉世纪城-通嘉世纪城一期-通嘉世纪城二期-兵团看守所-林调院-机械厂-轴承厂-农机厂-财院-二宫-新市区-铁路局-科学院-小西沟-经管学院-大寨沟-大西沟-儿童公园-八楼-友好路-明园-西虹路-红山-文化宫-碾子沟-冷库-长江路-火车南站